# Kakasalja
Kakasalja (1899-ig Murány-Zdichava, szlovákul: Muránska Zdychava) község Szlovákiában, a Besztercebányai kerületben, a Nagyrőcei járásban.

## Fekvése
Nagyrőcétől 7 km-re, északkeletre fekszik.

## Története
A község története szorosan kapcsolódik a közeli Murány várának történetéhez. A mai falu helyén álló Lehota nevű falu alapítása a 14. századra tehető, amikor a Szepességből származó telepesek érkeztek ide. Első említése 1427-ből származik. A murányi uradalom 1433-ban, Jolsvai György halála után a Perényi család birtoka lett. A 15. században a vlach jog alapján román pásztorokat telepítettek a korábbi Lehota helyére és az új település 1454-ben Oláhfalu („Olachfaw”) néven tűnik fel az írott forrásokban. A 16. században végrehajtott újabb betelepítés nyomán a község ruszin falu lett. Az itteni ruszinokat 1551-ben említi először oklevél. Az első nagy török támadás 1556-ban érte a Murányi völgyet, ekkor Kakasalja is elpusztult és csak 1570 körül települt be újra. 1584-ben újabb nagy török támadás következett, ennek következtében újabb lakosságcsere ment végbe. A nevek alapján az új lakosok főként lengyelek, ortodox hitű románok és ruszinok voltak. 1773-ban a községben 22 jobbágy és 14 zsellércsaládot számláltak. 1787-ben 57 házában 498 lakos élt.
A 18. század végén Vályi András így ír róla: „ZDICHAVA. Két tót faluk Gömör Várm. földes Uraik Gr. Koháry, és több Uraságok, lakosaik külömbfélék, fekszenek egygyik Rőczéhez, a’ másik nyustához nem meszsze; határbéli földgyeik középszerűek.”
1828-ban 61 házában 606 lakos élt. A lakosság főként állattartásból, mezőgazdaságból, szénégetésből élt és fokozatosan elszlovákosodott.
A 19. század közepén Fényes Elek eképpen írja le: „Zdichava, (Murány), Gömör v- tót falu, a Kohauthegye tövében, Murányhoz keletre 1 1/2 órányira: 522 kath., 30 evang. lak., kik többnyire csak zabot és burgonyát termesztenek. F. u. hg. Koburg. Ut. p. Rosnyó.”
Borovszky Samu monográfiasorozatának Gömör-Kishont vármegyét tárgyaló része szerint: „Murányzdichava, a Zdichava patak mellett fekvő tót kisközség, 95 házzal és 579 nagyobbára róm. kath. vallású lakossal. Szintén a murányi várbirtokok közé tartozott és a Coburgok bírják. A községben nincsen templom. Ide tartozik Hamersko telep is. A község postája, távírója és vasúti állomása Nagyrőcze.”
A trianoni diktátumig Gömör-Kishont vármegye Nagyrőcei járásához tartozott.

## Népessége
| Év:            | 1994. | 2004.   | 2014.    | 2024.   |
| -------------- | ----- | ------- | -------- | ------- |
| Emberek száma: | 304   | 293     | 250      | 218     |
| Eltérés:       |       | -3,61 % | -14,67 % | -12,8 % |

| Év:            | 2023. | 2024.   |
| -------------- | ----- | ------- |
| Emberek száma: | 219   | 218     |
| Eltérés:       |       | -0,45 % |

1910-ben 611, túlnyomórészt szlovák lakosa volt.
2001-ben 297 lakosából 289 szlovák volt.
2011-ben 259 lakosából 253 szlovák.

## Nevezetességei
- Szent János apostol tiszteletére szentelt temploma.
- A faluban a népi építészet számos szép példája látható.
- A község határában fekszik a Murányi-fennsík Nemzeti Park. A park területén fekvő karsztvidéken számos sajátos képződmény található. A területen több mint 150 jelentősebb, nem látogatható barlangot, több mint 50 víznyelőt és vízkeletet tartanak nyilván, valamint rengeteg felszíni karsztképződményt, mint amilyenek a sziklahasadékok, töbörök, furatok, szurdokok, sziklatűk és kőszirtek. Gazdag a terület állatvilága is.

## Külső hivatkozások
- Hivatalos oldal
- Községinfó
- Kakasalja Szlovákia térképén
- Travelatlas.sk
- A község a Gömöri régió honlapján
- E-obce.sk Archiválva 2007. szeptember 20-i dátummal a Wayback Machine-ben